# Lorraine Ashbourne
Lorraine Ashbourne, född 7 januari 1961 i Manchester, är en brittisk skådespelare.
Ashbourne har bland annat medverkat i TV-serierna Alma's Not Normal och The Interceptor. Hon har även medverkat i filmen Fever Pitch – en i laget .

## Filmografi (i urval)
- 1988 – Fjärran röster, stilla liv
- 1997 – Fever Pitch – en i laget
- 2010 – Thorne: Scaredycat (TV-serie)
- 2015 – London Spy (TV-serie)
- 2019 – The Interceptor (TV-serie)
- 2021 – Alma's Not Normal (TV-serie)